# Леонард Німой
Леона́рд Німо́й (англ. Leonard Nimoy, нар. 26 березня 1931, Бостон, США — пом. 27 лютого 2015, Лос-Анджелес, США) — американський кіноактор, фотохудожник, поет (США). Почесний доктор гуманітарних наук Антіохського університету (удостоєний за свою працю в пам'ять про Голокост).

## Біографія
Леонард Німой — син українських єврейських емігрантів, що виїхали до Америки з Ізяслава. Він навчався в Бостонській англійській школі.
Успіх до Німоя прийшов після фільмів «Лейтенант» та «Місія неможлива». Пізніше він знявся у фільмах, присвячених міжпланетним мандрам, майбутнім подорожам людства у Всесвіт.
Глядачі знають його насамперед за роллю Спока — представника вулканської планетної раси у фантастичному серіалі «Зоряний шлях»/«Стар трек» — одному з найдовших серіалів у історії кіно (внесений до Книги рекордів Гінесса за кількістю екранізацій).

## Фільмографія
| Рік       | Назва укр.                                             | Оригінальна назва                      | Роль                 | Примітки          |
| --------- | ------------------------------------------------------ | -------------------------------------- | -------------------- | ----------------- |
| 1964      | «Лейтенант»                                            | The Lieutenant                         | Грег Сандерс         |                   |
| 1966      | Зоряний шлях (телевізійний серіал)                     | Star Trek (TV Series)                  | Містер Спок          | I — 29 x 40       |
| 1969-1989 | Зоряний шлях 2 (телевізійний серіал)                   | Star Trek II (TV Series)               | Містер Спок          |                   |
| 1971      | Місія: нездійсненна (телевізійний серіал)              | Mission: Impossible (TV Series)        | Paris                |                   |
| 1973      | Коломбо (телевізійний серіал)                          | Columbo (TV Series)                    | доктор Баррі Майфлед | A Stitch in Crime |
| 1978      | Вторгнення викрадачів тіл (фільм)                      | Invasion of the Body Snatchers         | др. Давід Кібнер     |                   |
| 1979      | Зоряний шлях (фільм)                                   | Star Trek: The Motion Picture          | Містер Спок          |                   |
| 1982      | Зоряний шлях 2: Гнів Хана (фільм)                      | Star Trek: The Wrath of Khan           | Містер Спок          |                   |
| 1984      | Зоряний шлях 3: У пошуках Спока (фільм)                | Star Trek III: The Search for Spock    | капітан Спок         |                   |
| 1986      | Зоряний шлях 4: Подорож додому (фільм)                 | Star Trek IV: The Voyage Home          | Спок                 |                   |
| 1989      | Зоряний шлях 5: Останній кордон (фільм)                | Star Trek V: The Final Frontier        | Спок                 |                   |
| 1991      | Зоряний шлях: Наступне покоління (телевізійний серіал) | Star Trek: The Next Generation         | Містер Спок          |                   |
| 1991      | Зоряний шлях 6: Невідкрита країна (фільм)              | Star Trek VI: The Undiscovered Country | Спок                 |                   |
| 1995      | За межею неможливого (телевізійний серіал)             | The Outer Limits (TV Series)           | адвокат Катлер       |                   |
| 1997      | Давид (телевізійний фільм)                             | David                                  | пророк Самуїл        |                   |
| 2009      | Зоряний шлях (фільм)                                   | Star Trek                              | Спок в старості      |                   |

### 2010-ті
| Рік  | Назва                                  | Роль              | Примітки                |
| ---- | -------------------------------------- | ----------------- | ----------------------- |
| 2010 | Star Trek Online                       | Містер Спок       | (відеогра), (озвучення) |
| 2010 | Kingdom Hearts Birth by Sleep          | Майстер Ксеганорт |                         |
| 2011 | Трансформери: Темний бік Місяця        | Сентінел Прайм    | (озвучення)             |
| 2012 | Теорія великого вибуху                 |                   | (озвучення)             |
| 2012 | Kingdom Hearts 3D: Dream Drop Distance | Майстер Ксеганорт | (відеогра), (озвучення) |
| 2012 | Замбезіа                               | Секуру            | (озвучення)             |
| 2013 | Стартрек: Відплата                     | Спок Прайм        | Камео                   |